# Krystyna Wierkowicz
Krystyna Wierkowicz (ur. 13 marca 1958) – polska lekkoatletka, specjalizująca się w biegach średnich, medalistka mistrzostw Polski.

## Kariera sportowa
Była zawodniczką KS Olkusz.
Na mistrzostwach Polski seniorek zdobyła jeden medal – brązowy w biegu przełajowym na 5 km w 1980. W 1980 wywalczyła w biegu na 1500 metrów brązowy medal halowych mistrzostw Polski.
Rekordy życiowe: 
- 1500 m: 4:29,6 (31.05.1980)[4]
- 3000 m: 9:28,9 (17.06.1979)[1].